# مهدي سرباح
مهدي سرباح (3 يناير 1953 في الجزائر العاصمة - 29 أكتوبر 2021) هو حارس مرمى سابق في منتخب الجزائر لكرة القدم.
وهو خال حارس المرمى الدولي الجزائري فوزي شاوشي
بدأ سرباح مشواره الرياضي مع نادي اتحاد العاصمة حيث لعب مع النادي لعدة سنوات، انتقل عام 1972 للعب مع شبيبة القبائل إلى غاية عام 1980 ليصبح أحسن حارس مرمى على مستوى الجزائر. بعد مونديال إسبانيا عام 1982 تلقى دعوة من ناديمانيك مونريال الكندي ولعب له لمدة عام وشارك معه في بطولة أمريكا الشمالية لكن عاد إلى الجزائر بسبب وفاة والده بعودته وانضم مع فريق رائد القبة من جديد، ولعب مع هذا الفريق إلى غاية عام 1986 أين أنهى مشواره الكروي فيه.
حصل سرباح عندما كان يلعب لصالح شبيبة القبائل على البطولة الوطنية لأعوام 1977 و1980 و كأس الجزائر عام 1977. فاز أيضاً ببطل الجزائر مع رائد القبة عام 1981. لعب مع منتخب الجزائر لكرة القدم عدداً من المرات وكان هذا بين أعوام 1975 و1985 أهمها مونديال إسبانيا عام 1982 و كؤوس إفريقيا للأمم (1980 في نيجيريا ووصل للنهائي، 1982 في ليبيا، 1984 في كوت ديفوار. شارك أيضاً في الألعاب الأولمبية عام 1980 التي جرت في موسكو. فاز بميداليتن ذهبيتين في الألعاب المتوسطية في الجزائر عام 1975 وأيضاً في الألعاب الإفريقية عام 1978 في الجزائر.

## مسيرة المدرب
- اشتغل في المديرية الوطنية التقنية لعشر سنوات وعمل إلى جانب المدرب الوطني السابق حميد زوبا، وذلك في الفترة ما بين 1992 إلي 2002 .
- درّب اتحاد الجزائر، النادي الذي لعب له كحارس في السابق، إلى جانب نادي شباب بلوزداد، كما درب شبيبة بجاية أيضا، واتحاد البليدة الذي حقق معه الصعود إلى حظيرة النخبة
- التحق بنادي الريان القطري سنة 2005، حيث اشغل مدربا للحراس لفترة موسمين حتى سنة 2007 ثم انتقل إلى السد القطري.[4]

## روابط خارجية
- مهدي سرباح على موقع الاتحاد الدولي (مؤرشف)  (الإنجليزية)
- مهدي سرباح على موقع قاعدة بيانات كرة القدم.إي يو (الإنجليزية)
- مهدي سرباح على موقع ناشيونال فوتبول تيمز (الإنجليزية)
- مهدي سرباح على موقع عالم كرة القدم.نت (الإنجليزية)